# Akhrik Tsvejba
Akhrik Tsvejba (russisk: А́хрик Сокра́тович Цве́йба tr. Akhrik Sokratovitj Tsvejba,  født 10. september 1966 i Gudauta, Abkhasiske ASSR) er en tidligere russisk fodboldspiller.

## Ruslands fodboldlandshold
| Sovjetunionens landshold | Sovjetunionens landshold | Sovjetunionens landshold |
| År                       | Kmp                      | Mål                      |
| ------------------------ | ------------------------ | ------------------------ |
| 1990                     | 7                        | 1                        |
| 1991                     | 10                       | 0                        |
| 1992                     | 8                        | 1                        |
| Total                    | 25                       | 2                        |

| Ukraines landshold | Ukraines landshold | Ukraines landshold |
| År                 | Kmp                | Mål                |
| ------------------ | ------------------ | ------------------ |
| 1992               | 1                  | 0                  |
| Total              | 1                  | 0                  |

| Ruslands landshold | Ruslands landshold | Ruslands landshold |
| År                 | Kmp                | Mål                |
| ------------------ | ------------------ | ------------------ |
| 1997               | 8                  | 0                  |
| Total              | 8                  | 0                  |